# NK Dubrava Tim Kabel Zagreb
NK Dubrava Tim Kabel nogometni je klub iz četvrti Gornje Dubrave, dijela zagrebačke četvrti Dubrava.
U sezoni 2025./26. natječe se u 1. NL.

## Povijest
Početkom ljeta 1945. godine grupa entuzijasta predvođena prvim predsjednikom Stjepanom Cinzekom i tajnikom Brankom Krathaukerom, odmah po završetka Drugog svjetskog rata s članovima ugušenih hrvatskih klubova, HAŠK-a, Građanskog, Concordije, osnivaju na dalekoj periferiji Grada nogometni klub na prostoru livada, šuma i polja, dajući mu ime NK Dubrava.
U siječnju 1950. godine dolazi do stapanja Dubrave i aktiva Autoremontnog zavoda u Dubravi, u klub naziva Remont-Dubrava, koji nedugo zatim u travnju iste godine mijenja ime u Saobraćaj. Krajem kolovoza 1953. klub je raspušten i stapa se s Tekstilcem. Obnovljen je 19. prosinca 1953. preuzevši mjesto i rezultate Građevinara u Zagrebačkoj ligi. Spaja se s klubom Dubrava-film 28. kolovoza 1960.
U sezoni 1993./94. ulazi u 1. HNL što je jedan od najvećih dostignuća kluba. U sezoni 2010./11. osvajaju 4. HNL – Središte A te ulaze u 3. HNL – Zapad. U sezoni 2019./20. ulaze u 2. HNL.

## Uspjesi
Najveći uspjeh kluba je bilo igranje u 1. HNL u sezoni 1993./94. kada je klub osvojio 17. mjesto te ispao iz iste.
Sjedište kluba, kao i nogometni tereni, nalazi se na Sportsko-rekreacionom centru Grana-Klaka, Aleja Blaža Jurišića 2, Zagreb.

## Vanjske poveznice
- NK Dubrava
- Profil, HNS Semafor